# 1971 en France
Chronologie de la France
- 1967
- 1968
- 1969
- 1970
- 1971
- 1972
- 1973
- 1974
- 1975

Cet article présente les faits marquants de l'année 1971 en France.

## Événements

### Janvier
- 1er janvier : 1 833 supermarchés et hypermarchés en France[1].
- 7 janvier : remaniement ministériel. Création du ministère chargé de la Protection de la nature et de l'Environnement confié à Robert Poujade[2].
- 20 janvier : grèves des ouvriers de la société Peñarroya à Saint-Denis[3].
- 22 janvier-8 février : grève de la faim des militants du Secours rouge en solidarité avec les prisonniers maoïstes à la Chapelle Saint-Bernard-de-Montparnasse[4].
- 29 janvier : présentation de la collection « Libération » d'Yves Saint Laurent rebaptisée « la collection du scandale »[5].

### Février
- 8 février : le manifeste du Groupe d'information sur les prisons (Gip) est distribué à la presse[6].

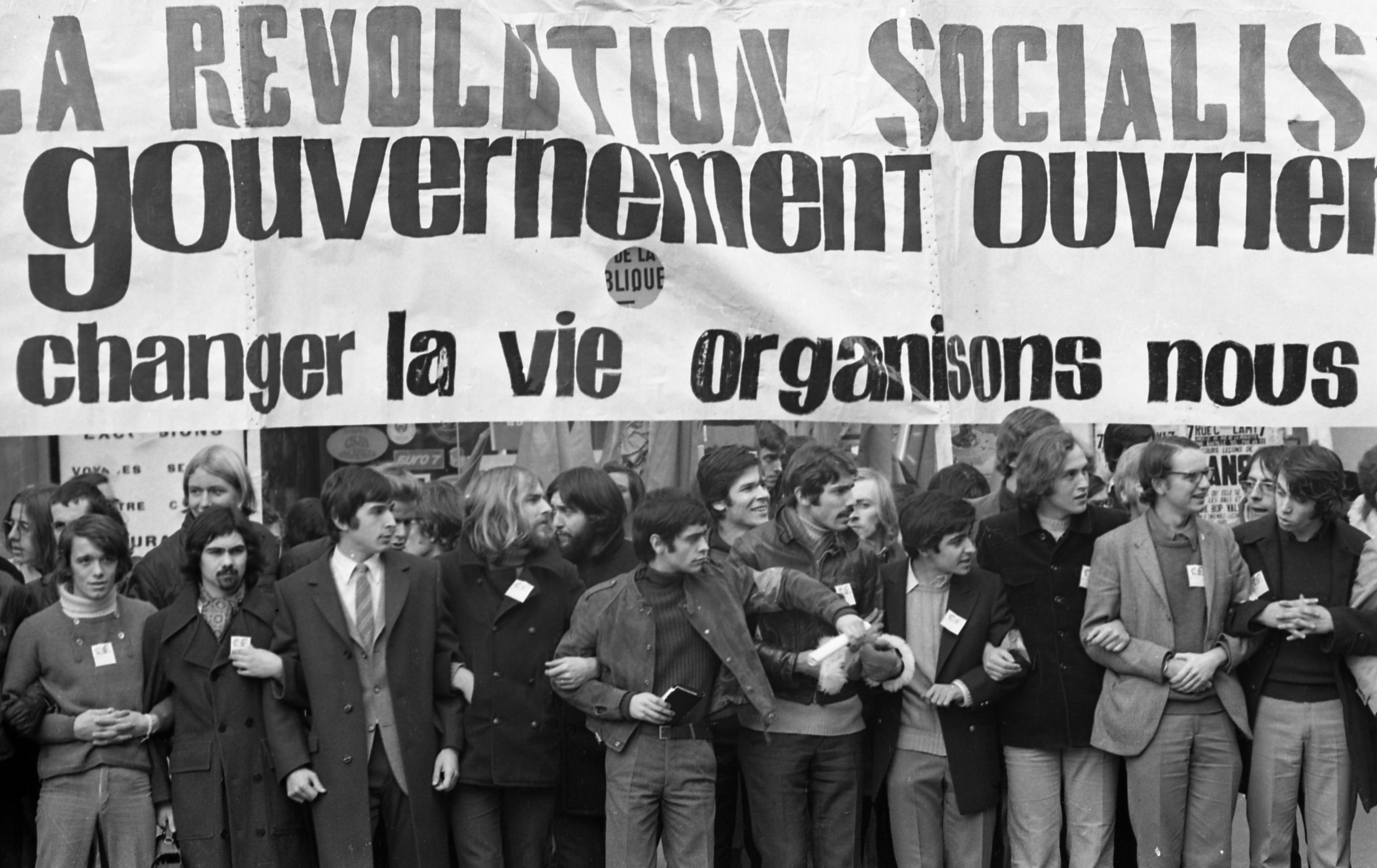
Manifestation à Paris en 1971.

- 9 février : une manifestation interdite du Secours rouge place Clichy à Paris est violemment dispersée par la police ; Richard Deshayes, un militant de Vive la révolution, perd un œil ; un lycéen du lycée Chaptal Gilles Guiot, est arrêté alors qu'il sortait du lycée et inculpé[4].
- 13 février : occupation de la basilique du Sacré-Cœur de Montmartre par les militants de la Gauche prolétarienne, avec Jean-Paul Sartre et Liliane Siegel, pour protester contre la répression de la manifestation du 9 février[4].
- 17 février : relance du mouvement de protestation lycéen après la condamnation en flagrant délit de Gilles Guiot, arrêté le 9 février ; après deux manifestations et un sit-in boulevard Saint-Michel au moment du procès en appel, Guiot est libéré le 19 février[7].

### Mars
- 14 et 21 mars : élections municipales. les Groupes d'action municipaux (GAM) gagnent de l'influence dans plusieurs villes comme Valence, Grenoble ou Chambéry[8].
- 9 mars : des bagarres entre extrémistes de gauche et de droite éclatent lors d'un meeting d'Ordre nouveau au Palais des sports de Paris, 73 blessés parmi les forces de l'ordre[9].
- 23 mars : en accord avec la famille du général de Gaulle, un Comité national, dont la présidence est confiée - à la demande de la famille - à Henri Duvillard, alors ministre des Anciens Combattants et Victimes de Guerre, est constitué en vue de l'érection à Colombey les Deux Églises, dans le cadre choisi pour ses méditations par le général lui-même, d'un mémorial « à la mémoire du libérateur de la Patrie et du rénovateur de la République »[10].

### Avril
- 2 avril-25 mai : grève de Renault-Le Mans. Commencée le 2 avril par les des OS d'un atelier de l'usine Renault ACI du Mans, elle s'étend le 29 avril à l'ensemble de l'établissement avant de se généraliser à toute la Régie Renault après que la direction choisisse le lock-out le 5 mai[11].
- 5 avril : publication dans le Nouvel Observateur du manifeste des 343 femmes en faveur de l'avortement, rédigé par Simone de Beauvoir, où 343 femmes du monde de l’art et des lettres revendiquent avoir eu recours à l’avortement[12].
- 22 avril : 
  - le Sénat decide à l'unanimité de rendre public le rapport de sa commission d'enquête rédigé par Pierre Marcilhacy sur le scandale financier de la reconstruction des abattoirs de La Villette qui atteint « le renom et l’autorité de l’État »[13].
  - Edmond Maire devient secrétaire général de la CFDT[14].
- 23 avril : le numéro 12 du journal Tout ! sur la libération sexuelle élaboré avec l'aide du FHAR est interdit à la vente pour outrage aux bonnes mœurs[4].

### Mai

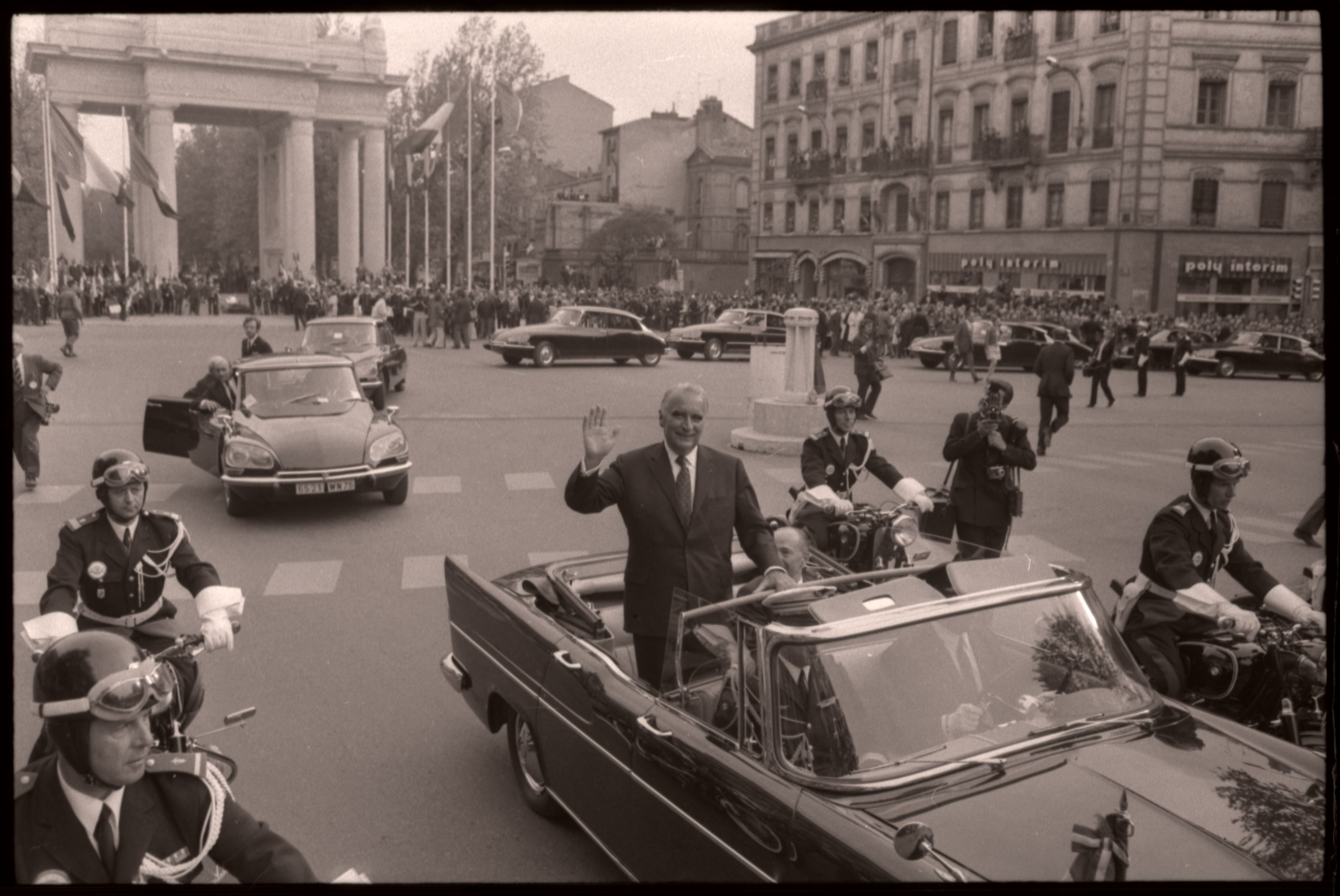
Voyage de Georges Pompidou à Toulouse le 7 mai 1971.

- Premier numéro du journal féministe  Le torchon brûle, dirigé par Marie Dedieu, édité par le Mouvement de Libération des Femmes de mai 1971 à juin 1973[15].

- 12-27 mai : festival de Cannes[16].

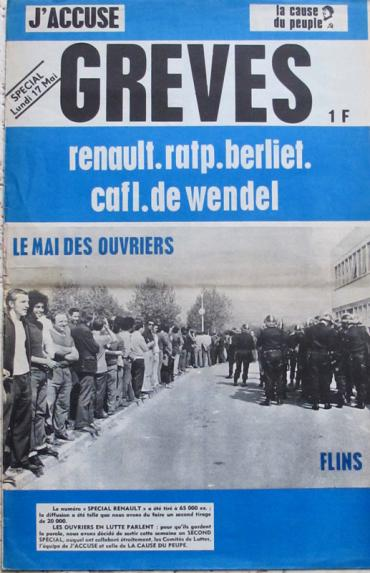
Le journal La Cause du Peuple - J'Accuse édité par la Gauche prolétarienne spécial - 17 mai 1971.

- 24 mai : fusion des journaux La Cause du peuple et J’accuse[4].
- 29 mai : Alain Jaubert, journaliste au Nouvel Observateur, est tabassé dans un car de police lors d'une manifestation du Secours rouge alors qu'il sort d'un restaurant de la place Clichy. Une « commission d'information » se forme pour le défendre, à l'origine de l'Agence de presse Libération (APL)[4].

### Juin
- 5 juin : saccages au quartier latin ; dix sept boutiques sont pillées sans que la police n'intervienne[9].
- 9-19 juin : grève de la SNCF[17].
- 10 juin : promulgation de la loi Debré portant Code du service national[18].
- 11 - 13 juin : congrès du Parti socialiste (PS) à Épinay : François Mitterrand prend le contrôle du nouveau parti socialiste[14].
- 15 juin - 13 juillet : évacuation et démolition du bidonville de Nanterre, décidée le 13 août 1970, avec un important déploiement de police[19]. Le 29 juin, le premier ministre Jacques Chaban-Delmas visite le chantier[20].
- 18 juin : création de l'Agence de presse Libération (APL) par Maurice Clavel[4].
- 19 juin : Jean-Paul Sartre est inculpé de diffamation envers la police pour des articles publiés dans La Cause du peuple et dans Tout ![21].
- 28 juin : le Conseil municipal de Paris décide l’aménagement des Halles et la démolition des pavillons créés par Baltard[22].
- 30 juin : loi préparée avec la collaboration active de Jacques Delors, conseiller du Premier ministre, qui élargit le champ des conventions collectives de façon à faciliter la signature des accords d'établissement[23].

### Juillet
- 1er juillet : le stationnement payant est instauré à Paris ; les premiers horodateurs sont mis en service place des Pyramides le 15 septembre[24].
- Nuit du 2 au 3 juillet : Jim Morrison le célèbre chanteur du groupe américain The Doors meurt dans une boîte de nuit de Paris[25].
- 3 juillet : l'affaire de la Garantie Foncière éclate avec la mise en cause pour « publicité mensongère » par le ministère des Finances d'une des plus importantes sociétés civiles de placement de Paris[26].
- 7 juillet : inauguration du pont de Noirmoutier[27].
- 12 juillet : 
  - début de la destruction des Halles de Paris[17].
  - loi concernant le numerus clausus dans l'admission aux études de santé françaises.
- 16 juillet : 
  - loi sur la formation permanente[28].
  - décision Liberté d'association. Le Conseil constitutionnel invalide pour la première fois une loi contraire à la Constitution. Création du Bloc de constitutionnalité[29].
  - loi sur les fusions et regroupements de communes dite « loi Marcellin »[30].

- Fondation du mouvement féministe « Choisir » par l’avocate Gisèle Halimi pour l'abrogation de la loi de 1920 interdisant la contraception et l'avortement[31].

### Août
- 2 août : Georges Marchais inaugure le nouveau Siège du Parti communiste français place du Colonel-Fabien à Paris[32].
- 3-8 août : premier festival interceltique de Lorient sous le nom de « Fête des Cornemuses »[33].
- 16-18 août : convention du Morne-Rouge, en Martinique, pour réclamer l'autonomie politique de la Guadeloupe, la Guyane, la Martinique et La Réunion[34].
- 31 août : mise en service du réacteur à haut flux de l'Institut Laue-Langevin à Grenoble[35].

### Septembre
- 24 septembre : décret de fondation du Conseil du développement culturel[36].
- 26 septembre : élections sénatoriales favorables à la majorité[37].

### Octobre
- 1er octobre : création à Saint-Denis de la première brigade anti-criminalité (BAC) par le préfet de Seine-Saint-Denis, Pierre Bolotte qui adapte aux banlieues populaires parisiennes les techniques de pacification policière élaborées en Indochine et à Alger[38].
- 5-14 octobre : grève des conducteurs du métro de la RATP qui craignent un déclassement avec l'instauration du pilotage automatique[39].
- 9-10 octobre : congrès de la FNRI réuni à Toulouse ; Michel Poniatowski propose une grande fédération des centristes[40].
- 12 octobre : « Changer de cap ». Georges Marchais présente un programme électoral pour un gouvernement d'union populaire[41].
- 17 octobre : Jean-Jacques Servan-Schreiber devient président du Parti radical[41].
- 27 octobre : le meurtre de Djellali Ben Ali, algérien de quinze ans, à la Goutte d'Or, par Daniel Pigot, concubin de la concierge de son immeuble, provoque une mobilisation sur la situation des travailleurs immigrés. Un « comité Djellali » est mis en place pour mener l'enquête (Michel Foucault, Claude Mauriac, Gilles Deleuze, Michèle Manceaux, Jean Genet, Jean-Claude Passeron et Jean-Paul Sartre)[42].
- 28 octobre : Michel Debré, ministre de la Défense, annonce la décision d'extension du camp militaire du Larzac[43].
- François Pluchart lance la revue ArTitudes[15].

### Novembre
- 3 novembre : création du « Mouvement réformateur » à Saint-Germain-en-Laye[41].
- 6 novembre : manifestation de 6 000 personnes à Millau contre l'extension du camp du Larzac[43].
- 18 novembre : affaire Dega. Édouard Dega, inspecteur des contributions dans le XVIe arrondissement de Paris, est inculpé pour fraude fiscale pour avoir aidé des contribuable à soustraire une partie de leurs revenus au fisc, après que le 3 novembre le Canard enchaîné ait publié la feuille d'impôt du Premier Ministre Jacques Chaban-Delmas, bénéficiaire d'un abattement fiscal[44] .
- 20 novembre : « Marche internationale des femmes pour l'abolition des lois contre l'avortement », première grande manifestation organisée à Paris par le MLF pour la liberté de l'avortement et de la contraception[45].
- 23 novembre : le président Georges Pompidou accorde une grâce partielle à Paul Touvier, chef de la milice de Lyon, événement qui passe d'abord inaperçu[46].
- 30 novembre : circulaire « relative aux formes d'urbanisation adaptées aux villes moyennes », dite « tours et barres »[47].

- Forte agitation dans les lycées contre la « circulaire confidentielle » du ministre Olivier Guichard demandant la fermeté aux proviseurs[7].
- Le FHAR publie un Rapport contre la normalité aux éditions Champ libre[15].
- Publication à la demande de l'UIMM du rapport du groupe d'études patronal animé par Bernard Vernier-Palliez, PDG de la Saviem, « Le problème des OS ». Il préconise l'enrichissement des tâches des ouvriers et précise que cette stratégie permettrait de limiter le recours à la  « main-d'œuvre étrangère », jugé coûteux pour les entreprises[48],[49].

### Décembre
- 3 décembre : piratage d'un avion de la Pakistan International Airlines, le vol 711, à Orly, par l'aventurier Jean Kay, qui réclame l'envoi immédiat de médicaments au Bangladesh[50].

- 5-13 décembre : mutinerie de la centrale Ney, à Toul ; la police donne l'assaut et une quinzaine de détenus sont blessés[4].
- 10 décembre : la police intervient à l'intérieur du lycée de Rueil-Malmaison[7].
- 13-14 décembre : entretien Pompidou/Nixon aux Açores[41]. Ils abordent les sujets de la dévaluation du dollar (la première depuis 1934) et de la réévaluation des monnaies européennes et japonaise qui seront entérinés par les accords de Washington le 18 décembre[51].
- 21 décembre : une explosion de gaz dans la tour B, dite La Lucille, rue du Coudray à Argenteuil (Val-d'Oise) fait 21 morts, dont deux pompiers, et 128 blessés[52].
- 31 décembre : occupation de la propriété de Rika Zaraï à Issy-les-Moulineaux par deux familles de sans-logis (17 personnes). La chanteuse obtient du tribunal le 12 février 1972 un  jugement d'expulsion exécutoire le 16 mars suivant[53]. Les squatteurs sont expulsés le 7 avril 1972 avec l'intervention de la police[54].

## Naissances en 1971
- 3 février : Vincent Elbaz, acteur français.
- 26 février : Hélène Ségara‚ chanteuse
- 7 avril : Guillaume Depardieu acteur et fils de Gérard Depardieu († 13 octobre 2008)
- 21 juillet :Charlotte Gainsbourg, actrice et chanteuse
- 30 juillet : Calogero, compositeur, musicien et chanteur

## Décès en 1971
- 26 février : Fernandel‚ acteur français
- 11 avril : Marcel Gromaire, peintre et graveur français.